# Pyhäntä
Pyhäntä là một đô thị của Phần Lan.
Đô thị này nằm ở tỉnh Oulu trong vùng Bắc Ostrobothnia. Đô thị này có dân số 1.845 (2003) với diện tích là 847,29 km² trong đó có 36,67 km² là diện tích mặt nước. Mật độ dân số là 2.3 người trên mỗi km².
Đô thị này chỉ sử dụng tiếng Phần Lan.